# نواة (تشريح عصبي)

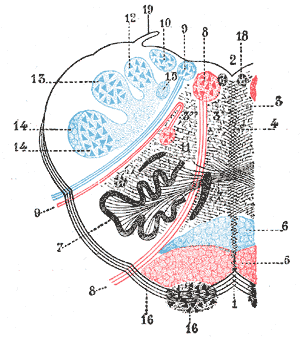

النواة (بالإنجليزية: nucleus)‏ في التشريح العصبي هي مجموعة من الخلايا العصبية داخل الجهاز العصبي المركزي، وتقع في عمق نصف الكرة المخية وجذع المخ. وعادة ما يكون للخلايا العصبية الموجودة في نواة واحدة اتصالات ووظائف مماثلة تقريبا. ترتبط النواة بنواة أخرى بواسطة السبل العصبية، وتمتد حزم الألياف العصبية من أجسام الخلايا. النواة هي أحد الشكلين الأكثر شيوعا لتنظيم الخلايا العصبية، والأخرى لها طبقات من البنى مثل القشرة المخية أو القشرة المخيخية.